# Somatochlora margarita
Somatochlora margarita – gatunek ważki z rodziny szklarkowatych (Corduliidae). Występuje na terenie Ameryki Północnej.